# Урицкое (Саратовская область)
Урицкое — село в Лысогорском районе Саратовской области. Административный центр Урицкого сельского поселения.

## География
Расположено на берегах реки Чивка. Рядом с селом расположено Урицкое месторождение нефти и газа (51°27′31″ с. ш. 44°58′04″ в. д.), где 18 мая 1959 года произошла крупная техногенная авария.

## История
По устному преданию, село было основано в 1677 году крестьянами, бежавшими от власти помещиков. Они обосновались на берегах реки Чивка недалеко от впадения её в Медведицу среди лесов, богатых дичью.
По документально подтверждённым данным, село основано не ранее 1721 года и заселено крестьянами, выделенными Нарышкиным из Сердобских вотчин. Село было названо Голицыно и отдано дочерям Нарышкина, вышедшим замуж (одна за князя Голицына, другая за князя Кушникова). В 1800 году в селе Голицыно было 164 двора, в 1803 году в селе проживало 3172 жителя, в 1860 году было 377 дворов. В конце XVIII века помещиками села были капитан-поручик Преображенского полка Яков Алексеевич Голицын и капрал Измайловского полка Пётр Петрович Нарышкин. Село с окрестными деревнями перешло потом от князя Голицына к князьям Куткиным и господам Меркуловым, а от князя Кушникова — к М. А. Устинову. Население села было разделено на три общества: Меркуловское, Куткино и Устиновское.
В 1840 году была построена каменная церковь, которая была освящена в честь Покрова Пресвятой Богородицы. По названию церкви село часто называли Покровское. В 1918 году было переименовано в Урицкое в честь революционера С. М. Урицкого.
В 1980-х годах на территории месторождения были проведены съёмки сериала «Хлеб — имя существительное».

## Население
| 2002 | 2010 |
| ---- | ---- |
| 537  | ↗570 |